# Sint-Bartholomeuskerk (Halle)

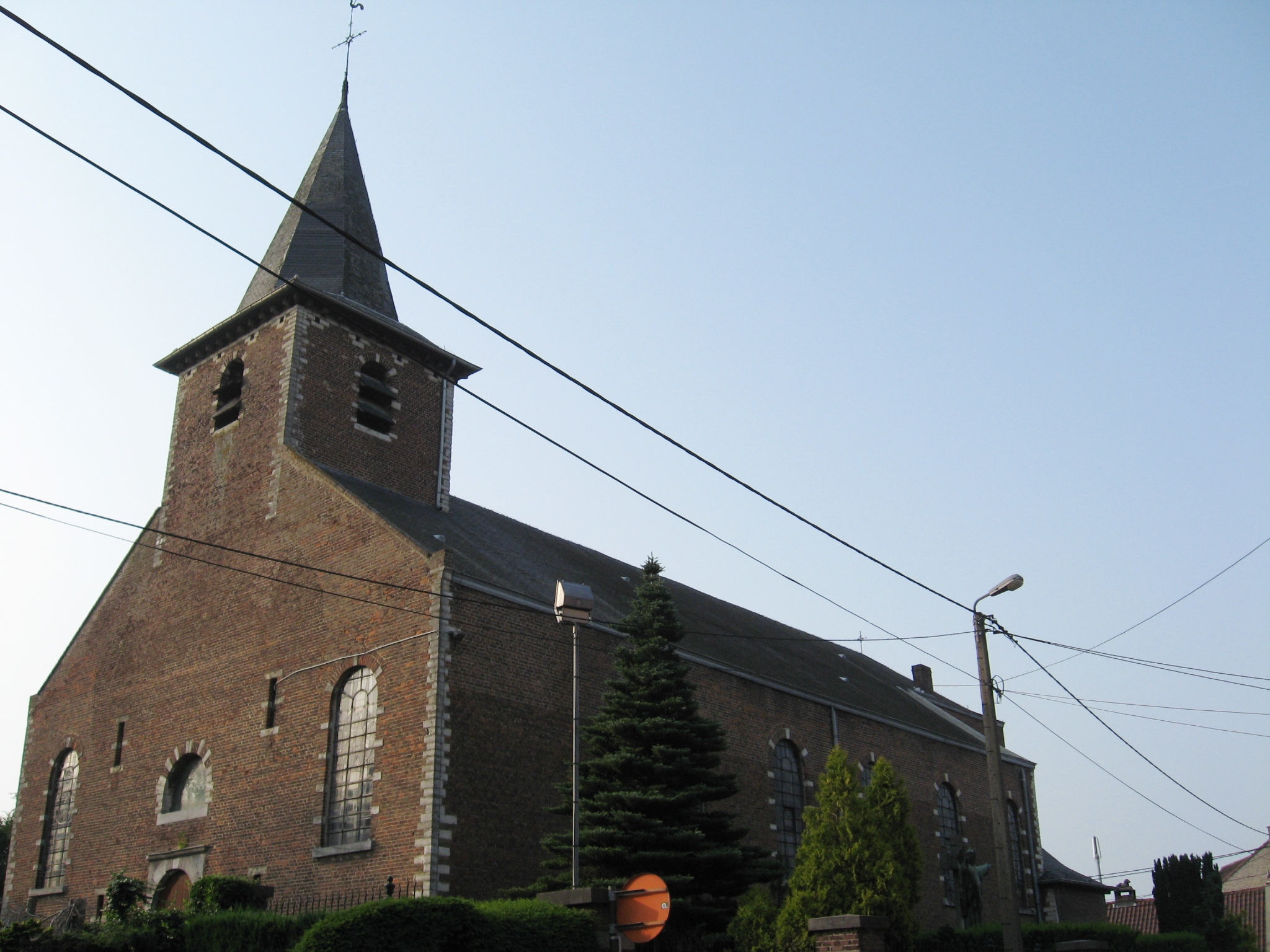
Sint-Bartholomeuskerk

De Sint-Bartholomeuskerk is de parochiekerk van de tot de Vlaams-Brabantse gemeente Zoutleeuw behorende plaats Halle, gelegen aan de Dorpsstraat.
De bakstenen kerk heeft een vlakgesloten classicistisch koor uit 1772. Het neoclassicistisch kerkschip met ingebouwde toren is van 1880 en werd ontworpen door Louis Van Arenbergh.
In de kerk vindt men enkele 18e-eeuwse barokke beelden, enkele 18e-eeuwse altaren en een 12e-eeuws romaans doopvont. Ook is er een grafsteen in renaissancestijl van 1620.